# 부산 범어사 삼층석탑
부산 범어사 삼층석탑(釜山 梵魚寺 三層石塔)은 부산광역시 금정구, 범어사 대웅전 앞에 있는 신라시대의 석탑이다. 1963년 1월 21일 대한민국의 보물 제250호로 지정되었다.
신라 말기의 화강석제 석탑으로, 높이는 4m이다. 2중 기단(基壇) 면석(面石) 상하에 탱주를 대신하여 안상(眼象)을 새겨넣은 점이 특이하다. 제1탑신은 특히 커서 2층 이상의 감축률이 눈에 띈다. 《범어사사적기(梵魚寺事蹟記)》에 따르면 신라 흥덕왕(興德王)이 세웠다고 한다.

## 개요
범어사 대웅전 앞에 있는 석탑으로, 2단의 기단(基壇) 위에 3층의 탑신(塔身)을 세운 모습이다.
이 탑의 특징은 탑의 받침대 역할을 하는 기단에서 찾을 수 있는데, 위·아래층 기단의 옆면을 기둥 모양으로 장식하지 않고 대신 안상(眼象)을 큼직하게 조각한 것이다. 탑신부는 1층 몸돌에 비해 2층 이상은 급격히 줄어들고 있다. 평평하고 얇은 지붕돌은 처마가 수평을 이루며, 밑면의 받침이 4단으로 되어 있어 통일신라 후기의 양식을 보여준다. 꼭대기에는 머리장식을 받치던 네모난 받침돌 위에 보주(寶珠:연꽃봉오리 모양의 장식)만 남아 있을 뿐 다른 것은 없어졌다. 
통일신라 흥덕왕(재위 826∼836) 때에 세운 탑으로, 일제시대에 크게 수리를 할 때 기단 아래부분에 돌 하나를 첨가하는 바람에 기단부가 너무 크고 높은 느낌을 준다. 밑에 둘러진 난간도 이때 만들어졌다고 한다. 

## 같이 보기
- 범어사

## 참고 자료
- 부산 범어사 삼층석탑 - 국가유산청 국가유산포털